# Alkalmazásspecifikus integrált áramkör
Egy alkalmazásspecifikus integrált áramkör (application-specific integrated circuit vagy ASIC) olyan integrált áramkör, amit nem általános felhasználásra, hanem egy-egy vásárló specifikus igényének kielégítésére terveznek. Általában több funkciót egyesítenek egy csipen. Például egy mobiltelefon vezérlését ellátó csip is egy ASIC. Az ASIC-ek és az iparági szabvány integrált áramkörök (mint a 7400-as vagy 4000-es sorozat) között átmenetet alkotnak az alkalmazásspecifikus standard termékek (ASSP).
Az áramköri elemek zsugorodásával és a tervezőeszközök fejlődésével az évtizedek során az alkalmazásspecifikus IC-k komplexitása 5000 logikai kapuról 100 millió fölé nőtt. A modern ASIC-ek gyakran teljes 32 bites processzort, memóriablokkokat (ROM, RAM, EEPROM, flash memória) és más nagyobb léptékű építőelemeket tartalmaznak. Egy ilyen ASIC-et már SoC-nek (system-on-a-chip, azaz „rendszer egy csipen”) is nevezik. A digitális ASIC-ek tervezői hardverleíró nyelveket (HDL) használnak az ASIC-ek képességeinek leírására, pl. a Verilogot vagy a VHDL-t.